# Camel Meriem
Camel Meriem (* 18. Oktober 1979 in Audincourt) ist ein ehemaliger französischer Fußballspieler mit algerischer Staatsbürgerschaft.

## Karriere

### Verein
Meriem startete seine Profikarriere beim FC Sochaux. Dort spielte er zwischen 1998 und 2001 und konnte in 92 Spielen neun Tore erzielen. 2001 konnte er mit den Les Lionceaux den Aufstieg in die Ligue 1 feiern. Im Winter der Saison 2001/02 wechselte er für vier Jahre zu Girondins Bordeaux, wurde jedoch für die Spielzeit 2003/04 an Olympique Marseille ausgeliehen, wo ihm in 31 Begegnungen drei Tore gelangen. Mit Bordeaux gewann er im Sommer 2002 den Coupe de la Ligue mit 2:1 gegen den FC Lorient. Mit Beginn der Saison 2005 unterzeichnete er beim AS Monaco einen neuen Vertrag. Dieser hat noch bis 2009 Gültigkeit. Der Vertrag wurde nicht verlängert und seitdem war er Vereinslos. Im Februar 2010 schloss er sich dem griechischen Erstligisten Aris Saloniki an wo er einen Vertrag bis 2014 unterschrieb. Doch nur ein halbes Jahr später wechselte er zu AC Arles-Avignon und danach weiter zu OGC Nizza. Von 2013 bis 2015 lief er dann für Apollon Limassol auf Zypern auf und beendete dort seine Karriere.

### Nationalmannschaft
Meriem war Juniorennationalspieler Frankreichs und nahm an der U21-EM 2002 in der Schweiz teil. Für das französische A-Team lief er zwischen 2004 und 2006 vier Mal auf. Durch einen Kreuzbandriss im April 2006 konnte er nicht für den WM-Kader 2006 nominiert werden.

## Erfolge
- Ligue-2-Gewinner mit FC Sochaux: 2001
- Coupe de la Ligue mit Girondins Bordeaux: 2002
- Spieler des Monats der Ligue 1: November 2004

## Sonstiges
Sein Bruder Samir Meriem (* 1982) war ebenfalls Fußballprofi und spielte u. a. für den FC Istres und Yeovil Town.